# Halo (automobilismo)

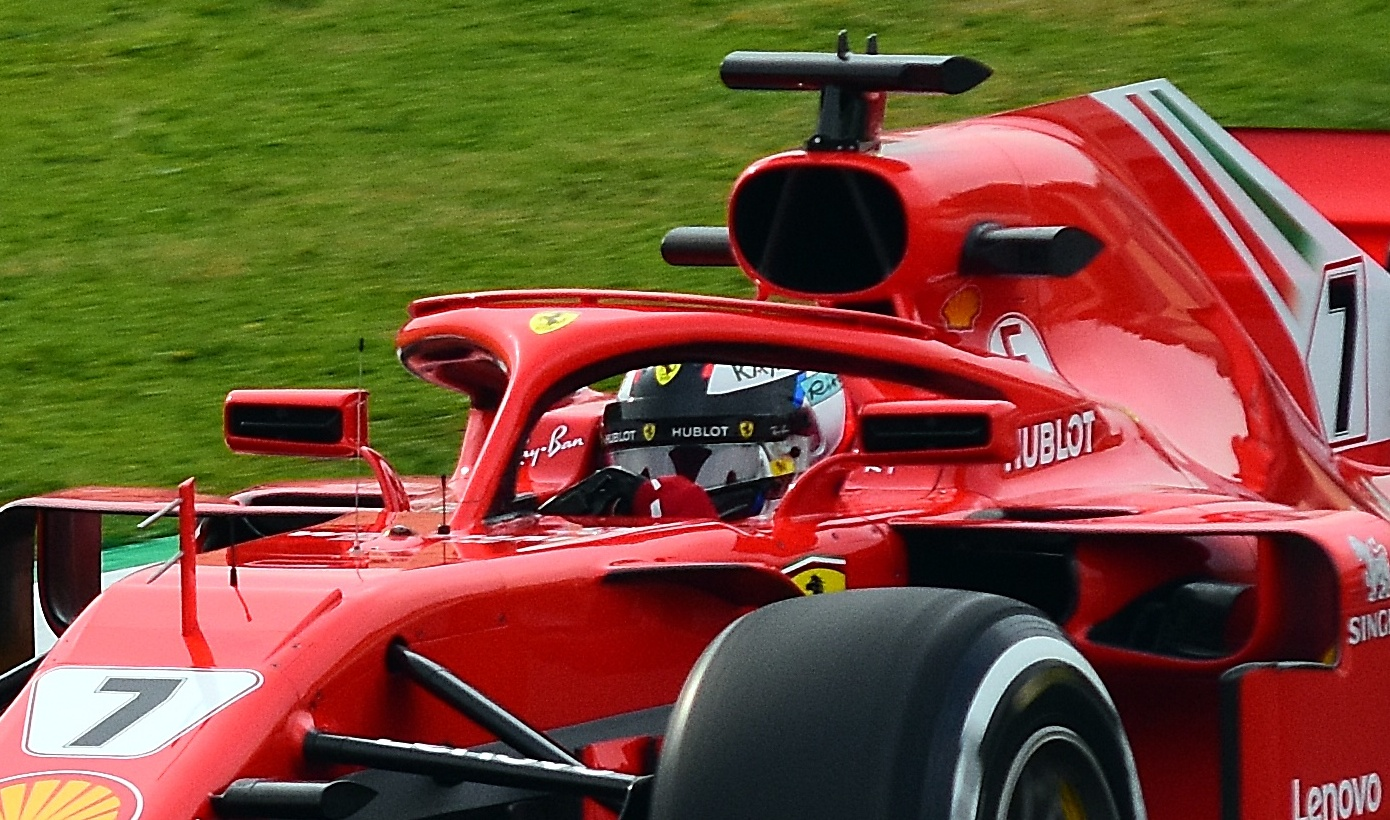
Halo em uma Ferrari SF71H durante os testes de pré-temporada em fevereiro de 2018

Halo é um sistema de proteção usado em carros de corrida, especialmente em fórmula, para proteger o piloto em caso de colisões. O halo consiste em uma barra curva colocada para proteger a cabeça do piloto.
Os primeiros testes do halo foram realizados em 2016 e em julho de 2017. Desde a temporada de 2018, a FIA tornou o halo obrigatório como uma nova medida de segurança em todos os veículos da Fórmula 1, Fórmula 2, Fórmula 3, Fórmula Regional, Fórmula E e também Fórmula 4. Algumas outras séries de corrida de roda aberta também utilizam o halo, como IndyCar Series, Indy Lights, Super Fórmula, Super Fórmula Lights, Eurofórmula Open e Australian S5000. No IndyCar, o halo é usado como uma estrutura para o aeroscreen.

## Construção
O sistema consiste em uma barra que envolve a cabeça do motorista e é conectada por três pontos ao chassi do veículo. O halo é feito de titânio e pesava cerca de 7 kg na versão apresentada em 2016, aumentando para 9 kg em 2017.
O sistema não é desenvolvido pelas equipes, mas é fabricado por três fabricantes externos aprovados escolhidos pela FIA e tem a mesma especificação para todos os veículos.
Em uma simulação realizada pela FIA utilizando os dados de 40 incidentes reais, a utilização do sistema levou a um aumento teórico de 17% na taxa de sobrevivência do piloto.

## História e desenvolvimento

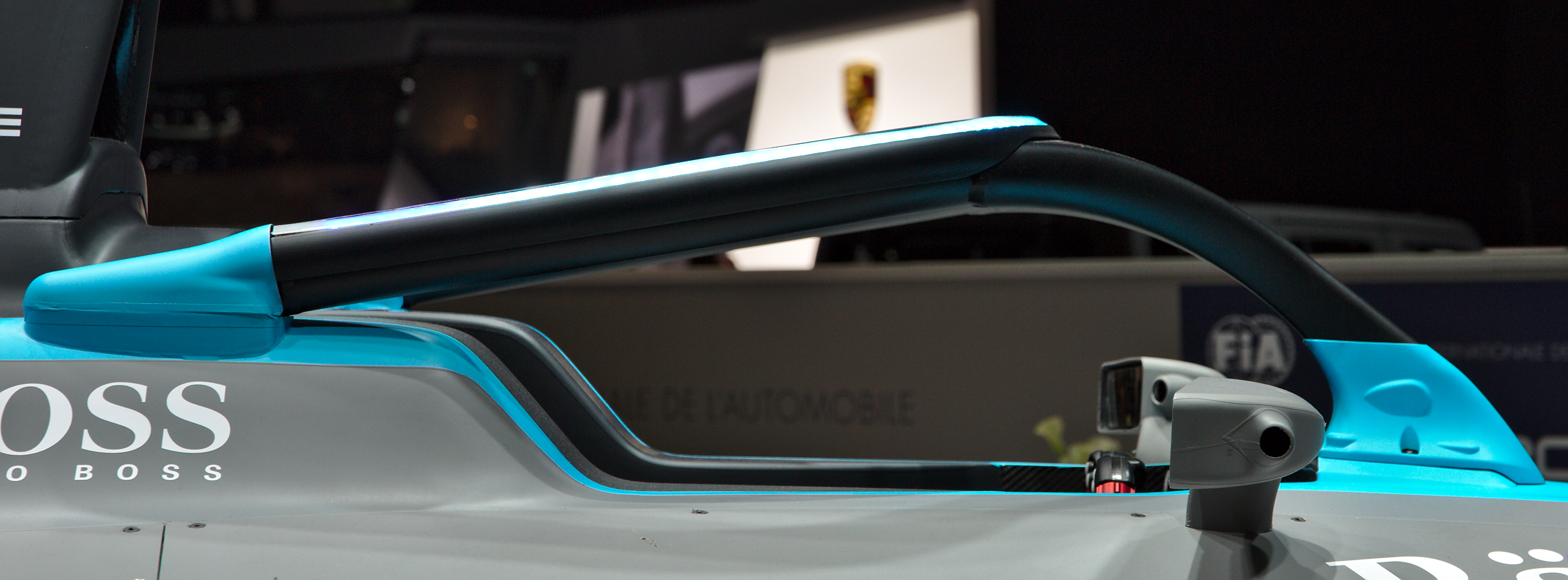
Sistema halo no Spark SRT05e. O halo para o carro Gen2 inclui uma faixa de luzes LED que indicam o nível de modo de potência em que o carro está (azul para MODO DE ATAQUE e magenta para Fanboost).

Durante o desenvolvimento, a FIA examinou três cenários fundamentais — colisão entre dois veículos, contato entre um veículo e o ambiente circundante (como barreiras de proteção) e colisão com veículos e destroços. Testes demonstraram que o halo pode reduzir significativamente o risco de ferimentos ao motorista. Em muitos casos, o sistema foi capaz de evitar que o capacete entrasse em contato com uma barreira quando verificado em relação a uma série de acidentes ocorridos no passado. Durante o estudo do último caso, verificou-se que o halo foi capaz de desviar grandes objetos e fornecer maior proteção contra detritos menores.
Em agosto de 2017 o Dallara F2 2018, um novo carro de Fórmula 2, foi apresentado e foi o primeiro a instalar o sistema de halo. O carro SRT05e da Fórmula E apresentado em janeiro de 2018 também tinha um halo. Em novembro de 2018, o carro da Fórmula 3 da FIA 2019, que foi apresentado em Abu Dhabi, também tinha o halo instalado. A partir de 2021, o IL-15 da Indy Lights passou a usar o halo.

### Sistemas alternativos
Como alternativa ao sistema de halo, a Red Bull Advanced Technologies desenvolveu o "aeroscreen" transparente. O design, que era semelhante a uma pequena carenagem, não recebeu muito interesse da FIA. Depois que os pilotos expressaram sua oposição à introdução do sistema halo, a FIA desenvolveu o "Shield", uma tela de cloreto de polivinila transparente. Em 2019, o aeroscreen foi adaptado para usar o halo como sua estrutura para uso na IndyCar.
Sebastian Vettel foi o primeiro e único piloto a testar o Shield em um carro de Fórmula 1. Durante os treinos livres do Grande Prêmio da Grã-Bretanha de 2017, ele completou uma volta com o novo sistema antes de terminar o teste mais cedo. Ele reclamou da visão distorcida e embaçada que o impedia de dirigir. A introdução do Shield foi posteriormente descartada, pois não havia garantia de que os problemas com ele pudessem ser resolvidos a tempo para a temporada de 2018.

### Recepção inicial
O sistema despertou algumas críticas antes de ser envolvido em algum incidente, incluindo de Niki Lauda, que afirmou que o sistema distorceu a "essência dos carros de corrida". O sistema também foi inicialmente impopular entre os fãs, com alguns dizendo que era visualmente desagradável, em relação ao conceito de corrida de cabine aberta, e que obstruía a visão do piloto. Outros ex-pilotos, incluindo Jackie Stewart, deram as boas-vindas ao sistema e o compararam à introdução dos cintos de segurança, que havia sido criticado da mesma forma, mas depois se tornou a norma também em carros de rua. Max Verstappen fez uma avaliação contundente do halo em 2018, dizendo que "abusava do DNA da F1" e que era "mais perigoso andar de bicicleta em uma cidade grande do que correr em um carro de Fórmula 1".

## Incidentes
Apesar das críticas iniciais, o halo foi elogiado pela comunidade após um incidente em que um halo foi atingido por outro carro — um na corrida de Fórmula 2 na Espanha, onde o halo de Tadasuke Makino foi atingido pelo carro do companheiro japonês Nirei Fukuzumi, e um no Grande Prêmio da Bélgica, onde o halo de Charles Leclerc foi atingido pela McLaren de Fernando Alonso, com ambos os halos mostrando danos visíveis pelo impacto. Makino, Leclerc e Zhou creditaram o halo por ter salvado suas vidas, e o chefe da equipe Mercedes, Toto Wolff, que criticou o halo no início da temporada, disse que salvar Leclerc de uma lesão fez com que o halo "valesse a pena", apesar de sua "estética terrível".
O halo foi creditado por salvar a vida de Alex Peroni depois que seu veículo voou durante um evento de Fórmula 3 em Monza, em 7 de setembro de 2019. Também desempenhou um papel fundamental na proteção de Romain Grosjean no Grande Prêmio do Bahrein de 2020, onde, após bater no carro de Daniil Kvyat, ele bateu de frente contra as barreiras de proteção. O carro rompeu a barreira, permitindo que o carro deslizasse no meio e separasse a traseira do carro da célula de segurança. O halo do carro bateu na seção superior da barreira, protegendo a cabeça de Grosjean do impacto. Apesar da preocupação inicial sobre os pilotos serem incapazes de evacuar rapidamente devido ao halo, Grosjean foi capaz de escalar sem ajuda, mesmo com o carro tendo pegado fogo com o impacto na barreira. Ele emergiu das chamas com queimaduras nas mãos e tornozelos. "Eu não era a favor do halo há alguns anos, mas acho que é a melhor coisa que trouxemos para a Fórmula 1, e sem ele eu não seria capaz de estar falando com você agora", disse Grosjean. Em um acidente semelhante ao de Grosjean no Grande Prêmio dos Estados Unidos de 1974, onde não exista o halo, o piloto Helmuth Koinigg foi decapitado. No Grande Prêmio da Itália de 2021, Max Verstappen e Lewis Hamilton colidiram. A roda de Verstappen pousou no halo protegendo a cabeça de Hamilton, com Hamilton mais tarde dizendo que "[o halo] salvou meu pescoço". A situação mais recente em que o halo salvou a vida de um piloto foi no Grande Prêmio da Grã-Bretanha de 2022, no qual o piloto Guanyu Zhou teve sua Alfa Romeo virada de ponta-cabeça e arrastada por mais de 100 metros até colidir com as barreiras. O halo segurou o peso de todo o carro e protegeu a cabeça do piloto. Mais cedo na Fórmula 2, no mesmo Grande Prêmio da Grã-Bretanha de 2022, um outro acidente envolveu o israelense Roy Nissany da equipe DAMS, que foi atingido em cheio, por cima, pelo carro de Dennis Hauger, da Prema. Assim como Zhou, Roy Nissany saiu ileso graças ao halo.